# Döblitz
Döblitz è una frazione della città tedesca di Wettin-Löbejün.

## Storia
Il 1º gennaio 2011 il comune di Döblitz venne fuso con le città di Löbejün e Wettin, e con i comuni di Brachwitz, Domnitz, Gimritz, Nauendorf, Neutz-Lettewitz, Plötz e Rothenburg, formando la nuova città di Wettin-Löbejün.